# Білі тополі (пам'ятка природи)
Бі́лі топо́лі — ботанічна пам'ятка природи місцевого значення в Україні. Розташована в межах Марганецької міської ради Дніпропетровської області, за 2 км від південної околиці міста Марганець, на південь від смт Мар'ївка. 
Площа 1 га. Статус присвоєно 1972 року. Перебуває у віданні Марганецького держлісгоспу (Марганецьке лісництво, кв. 46, кв. 10). 